# Albe Vidaković
Albe Vidaković (Subotica, 2. listopada 1914. – Zagreb, 18. travnja 1964.) je bio hrvatski katolički svećenik, skladatelj, muzikolog, dirigent i pedagog, rodom iz Bačke.

## Životopis
Rođen je 2. listopada 1914. godine u Subotici u obitelji Ivana i Jelene rođ. Tumbas Loketić. U Subotici je završio osnovnu školu i nižu gimnaziju te je polazio i glazbenu školu učeći violinu i glasovir. U rujnu 1928. odlazi u Travničko sjemenište sa skupinom od oko 150 sjemeništaraca, kamo ih je poslao subotički biskup Lajčo Budanović na školovanje. Tamo je maturirao 1932. godine.
Zatim odlazi na studije teologije u Zagreb. Svirao je violončelo i kontrabas u bogoslovskom glazbeno-pjevačkom društvu Vijenac. Diplomirao je teologiju 1937. godine. Zaredio ga je 10. listopada iste godine Lajčo Budanović u subotičkoj katedrali.
Nakon toga odlazi na studij u Rim na Papinskom institutu za crkvenu glazbu. Nakon položenog prijemnog ispita primljen je odmah na 2. godinu. Tada je boravio u hrvatskom Zavodu sv. Jeronima. Postigao je dva magisterija te naslov maestra; prvo je postigao magisterij iz gregorijanskoga korala te zatim iz crkvene kompozicije. Dodatno je studirao muzikologiju te glazbenu paleografiju. Iz glazbene je paleografije spremao doktorsku disertaciju, ali se u lipnju 1941. zbog ratnih prilika morao vratiti u Zagreb. Od te je godine ujedno postao svećenik Zagrebačke nadbiskupije. Od srpnja do listopada 1941. bio je kapelan u zagrebačkoj župi sv. Petra. Od ožujka 1942. imenovan je prebendarom i regensom chori zagrebačke katedrale. Nakon toga je bio pozvan na Akademiju gdje je djelovao kao suplent. Komunističke vlasti su mu ostanak na Akademiji uvjetovali napuštanjem svećeništva, što je on odbio.
U razdoblju od 1942. do 1946. godine uređivao je časopis Sveta Cecilija. Predavao je od 1950. na zagrebačkome Bogoslovnom fakultetu. Godine 1963. utemeljio je Institut za crkvenu glazbu.
Umro je u Zagrebu 18. travnja 1964. godine od srčanoga udara. Pokopan je 21. travnja u obiteljskoj grobnici na Bajskome groblju u Subotici.

## Počasti
- Međunarodni simpozij o životu i djelovanju Albe Vidakovića (2014.).[8]
- Dani Albe Vidakovića.[8]
- Katedralni zbor „Albe Vidaković” u Subotici.[8]
- Institut za crkvenu glazbu pri Katoličkome bogoslovnom fakultetu nosi njegovo ime.[6]
- Film Petra Šarčevića Zdravo, o moj anđele o njegovu životu i djelu.[9]

### Članci
- Ivančić, Jasna. 2014. O Albi Vidakoviću u ozračju njegovih dviju obljetnica (1914 – 1964). Nova prisutnost. Kršćanski akademski krug. Zagreb. 12 (3): 432–441

### Mrežna sjedišta
- Vidakoviću u čast. Hrvatska riječ. Pristupljeno 24. ožujka 2025.